# Чжочен Юй
Чжочен Юй (7 грудня 1975) — китайський стрибун у воду.
Призер Олімпійських Ігор 1996 року.
Чемпіон світу з водних видів спорту 1994, 1998 років.
Призер Азійських ігор 1998 року.